# Nguyễn Bích Lan
Nguyễn Bích Lan (sinh năm 1976) là một dịch giả tự do người Việt Nam. Ngoài dịch sách, bà còn làm thơ, viết truyện ngắn, đã được in trên một số sách.

## Tiểu sử
Nguyễn Bích Lan sinh năm 1976 tại thôn Kiều Trai, xã Minh Tân, huyện Hưng Hà, tỉnh Thái Bình, là con thứ hai trong gia đình có ba chị em. Năm 13 tuổi, chị được bác sĩ chẩn đoán mắc căn bệnh nan y loạn dưỡng cơ, chưa đầy ba tháng, chị mất đến 1⁄3 trọng lượng cơ thể, từ 40 kg giảm xuống chỉ còn 28 kg. Trong một lần tình cờ nghe em trai đọc tiếng Anh, cùng lúc chống chọi với căn bệnh hiểm nghèo của mình, chị đã bắt đầu tự học ngôn ngữ này bằng sách giáo khoa, băng cassette, đài VOA, bản tin trên BBC... trong suốt sáu năm trong căn phòng 10 mét vuông. Bốn năm tiếp theo chị mở lớp dạy tiếng Anh cho trẻ em trong làng với hơn 200 học sinh, gọi là "Lớp học Cây Táo". Sau đó chị bị kiệt sức do căn bệnh loạn dưỡng cơ biến chứng sang tim, phải nằm liệt giường. Chính thời gian này, chị được tiếp xúc với máy tính, mạng internet, mở ra con đường dịch thuật. Năm 2002 chị hoàn thành cuốn sách đầu tiên là Đừng nghi ngờ tình yêu của anh của tác giả người Úc Daisy Thompson.
Nguyễn Bích Lan hiện tại vẫn đang phải đương đầu với căn bệnh loạn dưỡng cơ nhưng vẫn duy trì công việc dịch sách. Từ thứ Hai đến thứ Sáu, bà dịch sách. Vào thứ Bảy và Chủ nhật, bà viết hoặc dịch bài cho báo. Ngoài ra bà còn viết truyện ngắn hoặc thơ.

## Giải thưởng
Năm 2010, bà nhận giải thưởng dịch thuật của Hội Nhà Văn Việt Nam với tiểu thuyết Triệu phú khu ổ chuột, cùng năm bà trở thành hội viên của hội này. Ngày 20 tháng 10 năm 2010, bà trở thành một trong tám người phụ nữ đương đại được Bảo tàng Phụ nữ Việt Nam tôn vinh tại phần trưng bày mới của bảo tàng

## Tác phẩm
- Không gục ngã (tự truyện, Nhà xuất bản Hội nhà văn, 12/2012)
- Sống trong chờ đợi (thơ và truyện ngắn, Nhà xuất bản Trẻ, 2012)
- Những ngọn lửa (Nhà xuất bản Phụ nữ, 2015)
- Tập thơ ru (Nhà xuất bản Phụ nữ, 2015)

### Các tác phẩm đã dịch
- Không có chỗ cho tình yêu (Peggy O’More, văn học Mỹ)
- Hứa yêu (LaVyrle Spencer, văn học Mỹ)
- Lẻ Loi (LaVyrle Spencer, văn học Mỹ)
- Tro tàn của Angela (Frank McMacot, văn học Ireland)
- Từ sông Nile đến sông Jordan (Ada Aharoni, văn học Israel)
- Nghìn khuôn mặt của đêm (Githa Hariharan, văn học Ấn Độ)
- Vũ điệu trái tim (nguyên tác tiếng Anh Dance with Your Heart)
- Cuộc sống không giới hạn, Đừng bao giờ từ bỏ khát vọng, Sống cho điều ý nghĩa hơn, Đứng dậy mạnh mẽ (Nick Vujicic)
- Truyện cổ Andersen (Hans Christian Andersen)
- Màu của nước (James McBride)
- Tìm lại chính mình (Menis Yousry)
- Agnes Grey – Người gia sư (Anne Bronte)
- Bị bán, Một đêm duy nhất (Rabindranath Tagore, Nhà xuất bản Hà Nội)
- Lời nguyện cầu từ Chernobyl (Svetlana Alexandrovna Alexievich, Nhà xuất bản Phụ nữ)
- Cọ hoang (William Faulkner, Nhà xuất bản Lao động)
- Tâm hồn lướt sóng (Bethany Hamilton, Nhà xuất bản Tổng hợp Thành phố Hồ Chí Minh)
- Triệu phú khu ổ chuột (Vikas Swarup, Nhà xuất bản Hội nhà văn)
- Nỗi đau nào rồi cũng sẽ qua (Douglas Kennedy, Nhà xuất bản Hội nhà văn)
- Phật ở tầng áp mái (Julie Otsuka, Nhà xuất bản Phụ nữ)
- Trái tim em thuộc về đất (Mary Webb, Nhà xuất bản Hồng Đức)
- Mạch buồn (William Woodruff, Nhà xuất bản Văn hóa Thông tin)
- Người đàn ông đào hoa (J. P. Donleavy, Nhà xuất bản Phụ nữ)
- ‘’Được học’’ (Tara Westover, Nhà xuất bản Phụ nữ)
- Jane Eyre (Charlotte Brontë - Văn học Anh)

## Đánh giá
Nhà văn Dạ Ngân nhận xét Bích Lan là "một con người phi thường với ý nghĩa đẹp nhất của từ này xét về hoàn cảnh, nghị lực và sự cống hiến." Nhà báo Tạ Bích Loan ví câu chuyện cuộc đời bà như "chuyện cổ tích", qua đó nhắn gửi mọi người điều có thể học hỏi từ đó: "dù bạn gặp hoàn cảnh khó khăn đến mức nào, nếu bạn cố gắng và nhích từng bước một thì số phận sẽ mỉm cười với bạn."